# François Tremblay
Pour les articles homonymes, voir Tremblay.
François Tremblay est un homme politique québécois né le 13 avril 1970 à Chicoutimi. Il est député de Dubuc à l'Assemblée nationale du Québec depuis 2018 sous la bannière de la Coalition avenir Québec.

## Biographie
François Tremblay naît le 13 avril 1970 à Chicoutimi, aujourd'hui un arrondissement de la ville de Saguenay.

### Formation
Il dispose d'un diplôme d'études collégiales en sciences humaines du Cégep de Chicoutimi, d'un baccalauréat en sciences politique option relations internationales à l'Université du Québec à Montréal et complète présentement une maîtrise en sciences de l'éducation à l'UQAC. 

### Vie professionnelle et communautaire
Il est chargé de projets professionnels chez Parcs Québec de 2003 à 2011. Il est coordonnateur des communications pour la 48e finale des Jeux du Québec de 2011 à 2013. Il est président de l'arrondissement La Baie et conseiller municipal à la ville de Saguenay de 2013 à 2017. 

### Député
Il est élu député de Dubuc à l'Assemblée nationale du Québec pour la Coalition avenir Québec lors des élections générales québécoises de 2018. 
De novembre 2018 à octobre 2019, il est membre de la Commission de l'agriculture, des pêcheries, de l'énergie et des ressources naturelles.
Il est membre de la Commission de la santé et des services sociaux depuis novembre 2018 et de la Commission de l'aménagement du territoire depuis octobre 2019.
François Tremblay est réélu lors des élections du 3 octobre 2022 avec 57,6 % des voix.

## Résultats électoraux
|                                                                                             | Nom                         | Parti            | Nombre de voix | %      | Maj.   |
| ------------------------------------------------------------------------------------------- | --------------------------- | ---------------- | -------------- | ------ | ------ |
|                                                                                             | François Tremblay (sortant) | Coalition avenir | 15 427         | 57,6 % | 10 728 |
|                                                                                             | Émile Simard                | Parti québécois  | 4 699          | 17,5 % | -      |
|                                                                                             | Tommy Pageau                | Conservateur     | 2 956          | 11 %   | -      |
|                                                                                             | Andrée-Anne Brillant        | Québec solidaire | 2 833          | 10,6 % | -      |
|                                                                                             | Berry Zinga Nkuni           | Libéral          | 666            | 2,5 %  | -      |
|                                                                                             | Gilbert Simard              | Climat Québec    | 200            | 0,7 %  | -      |
| Total                                                                                       | Total                       | Total            | 26 781         | 100 %  |        |
| Le taux de participation lors de l'élection était de 65 % et 396 bulletins ont été rejetés. |                             |                  |                |        |        |

|                                                                                               | Nom                      | Parti            | Nombre de voix | %      | Maj.  |
| --------------------------------------------------------------------------------------------- | ------------------------ | ---------------- | -------------- | ------ | ----- |
|                                                                                               | François Tremblay        | Coalition avenir | 10 535         | 40,2 % | 4 676 |
|                                                                                               | Serge Simard (sortant)   | Libéral          | 5 859          | 22,4 % | -     |
|                                                                                               | Marie-Annick Fortin      | Parti québécois  | 5 541          | 21,2 % | -     |
|                                                                                               | Marie Francine Bienvenue | Québec solidaire | 3 163          | 12,1 % | -     |
|                                                                                               | François Pelletier       | Conservateur     | 645            | 2,5 %  | -     |
|                                                                                               | Line Bélanger            | Parti nul        | 445            | 1,7 %  | -     |
| Total                                                                                         | Total                    | Total            | 26 188         | 100 %  |       |
| Le taux de participation lors de l'élection était de 65,8 % et 485 bulletins ont été rejetés. |                          |                  |                |        |       |

## Vie privée
Tremblay est marié à Lorena Fortier et est père de deux filles, Rachel et Camille.